# 正徳町 (名古屋市)
- 日本 > 愛知県 > 名古屋市 > 港区 > 正徳町
- 日本 > 愛知県 > 名古屋市 > 中川区 > 正徳町

正徳町（しょうとくちょう）は、愛知県名古屋市港区と中川区にある町名。現行行政地名は正徳町1丁目から正徳町6丁目。住居表示未実施。

## 地理
名古屋市港区の北部、中川区の南部に位置し、東は中川区明徳町、西は港区小碓、南は港区正保町、北は中川区畑田町に接する。

## 歴史

### 沿革
- 1961年（昭和36年）3月28日 - 中川区小碓町の一部より中川区正徳町が[1]、港区小碓町の一部より港区正徳町が成立[2]。
- 1968年（昭和43年）3月26日 - 港区小碓町の一部を同区正徳町へ編入[2]。

## 世帯数と人口
2019年（平成31年）1月1日現在の世帯数と人口は以下の通りである。
| 区     | 町丁   | 世帯数    | 人口    |
| ------ | ------ | --------- | ------- |
| 港区   | 正徳町 | 1,222世帯 | 2,580人 |
| 中川区 | 正徳町 | 10世帯    | 19人    |
| 計     | 計     | 1,232世帯 | 2,599人 |

## 学区
市立小・中学校に通う場合、学校等は以下の通りとなる。また、公立高等学校に通う場合の学区は以下の通りとなる。なお、小・中学校は学校選択制度を導入しておらず、番毎で各学校に指定されている。
| 区     | 丁目        | 小学校                                    | 中学校                                    | 高等学校 |
| ------ | ----------- | ----------------------------------------- | ----------------------------------------- | -------- |
| 港区   | 正徳町1丁目 | 名古屋市立正保小学校                      | 名古屋市立港北中学校                      | 尾張学区 |
| 港区   | 正徳町2丁目 | 名古屋市立正保小学校                      | 名古屋市立港北中学校                      | 尾張学区 |
| 港区   | 正徳町3丁目 | 名古屋市立正保小学校                      | 名古屋市立港北中学校                      | 尾張学区 |
| 港区   | 正徳町4丁目 | 名古屋市立正保小学校                      | 名古屋市立港北中学校                      | 尾張学区 |
| 港区   | 正徳町5丁目 | 名古屋市立正保小学校                      | 名古屋市立港北中学校                      | 尾張学区 |
| 港区   | 正徳町6丁目 | 名古屋市立正保小学校 名古屋市立明徳小学校 | 名古屋市立港北中学校 名古屋市立当知中学校 | 尾張学区 |
| 中川区 | 正徳町1丁目 | 名古屋市立昭和橋小学校                    | 名古屋市立昭和橋中学校                    | 尾張学区 |

## 施設
- 正徳公園

1984年（昭和59年）3月31日供用開始。
- 港北幼稚園
- 神明社
- 神明社
- ジェイアール東海ウェル
- ジェイアール東海パッセンジャーズ名古屋工場
- 正徳街園

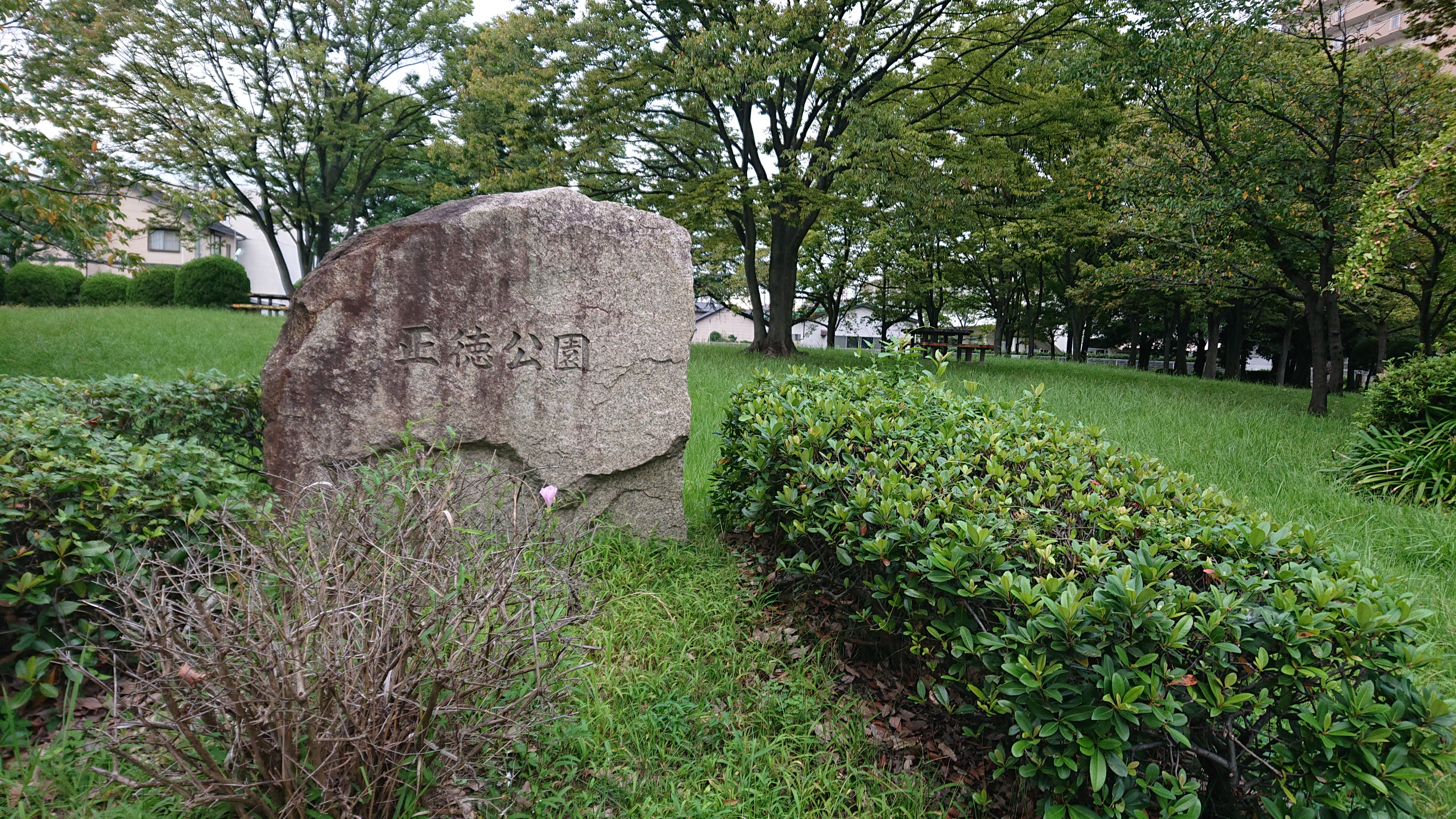
正徳公園
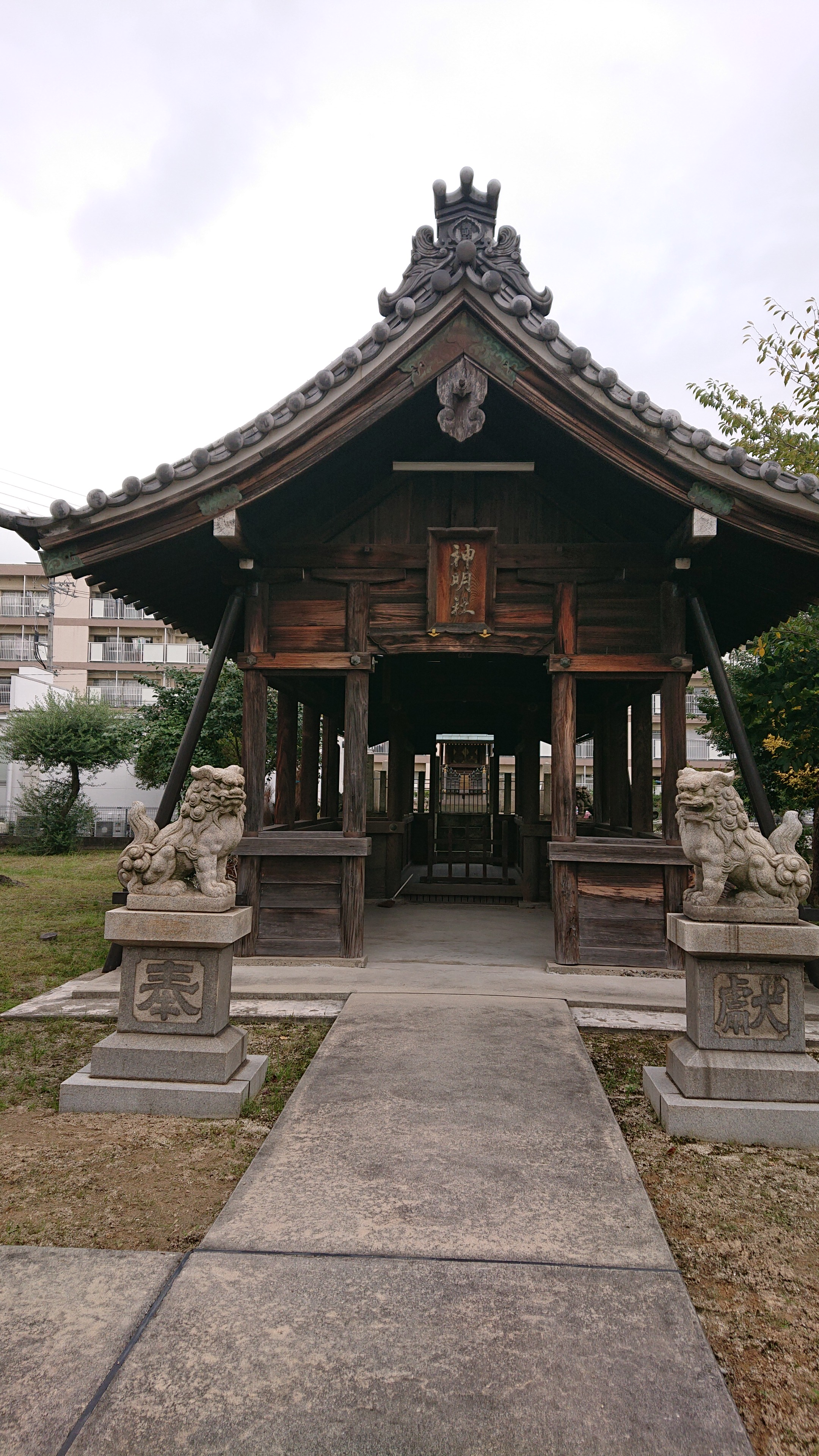
神明社(1丁目)
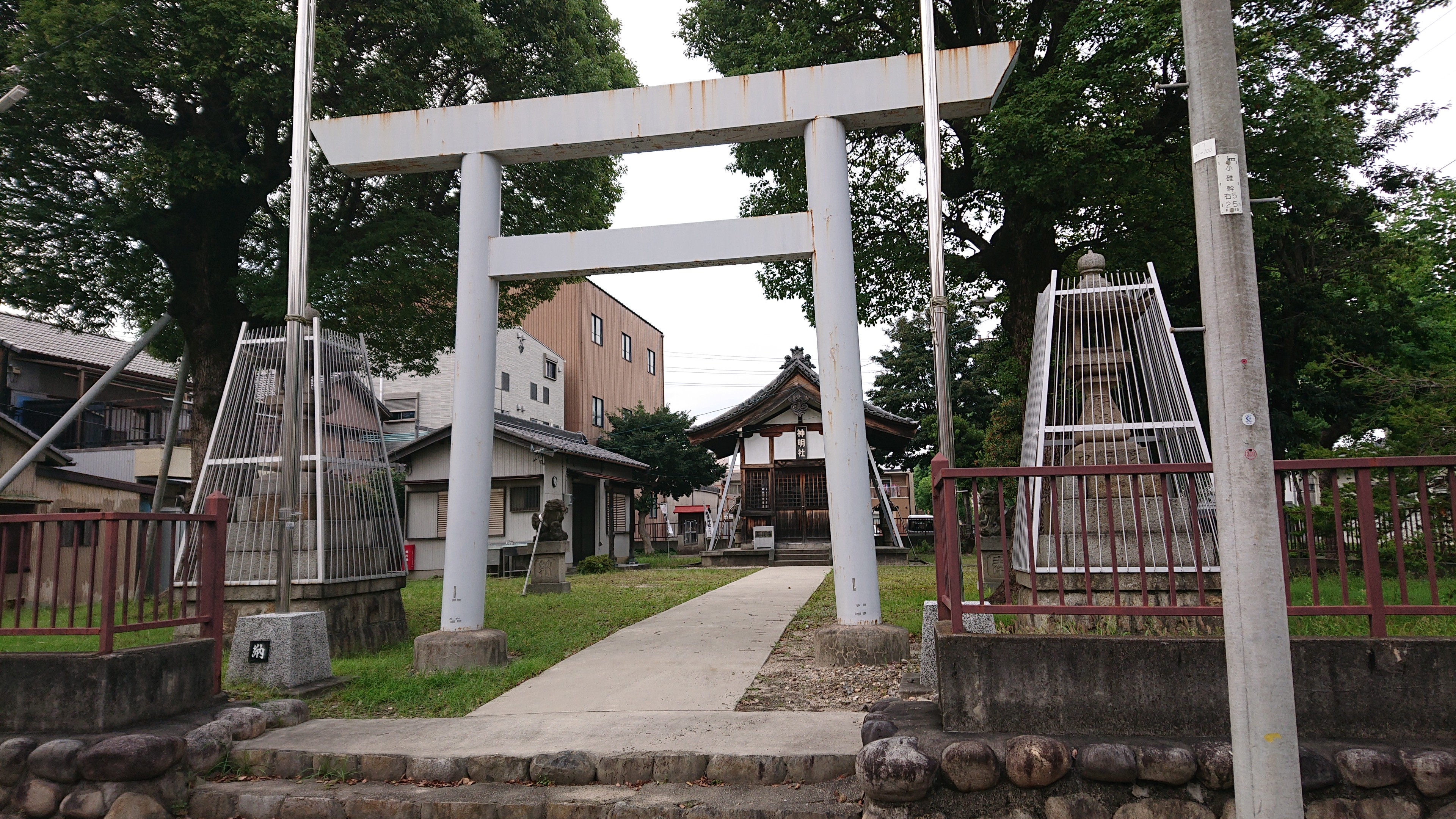
神明社(2丁目)
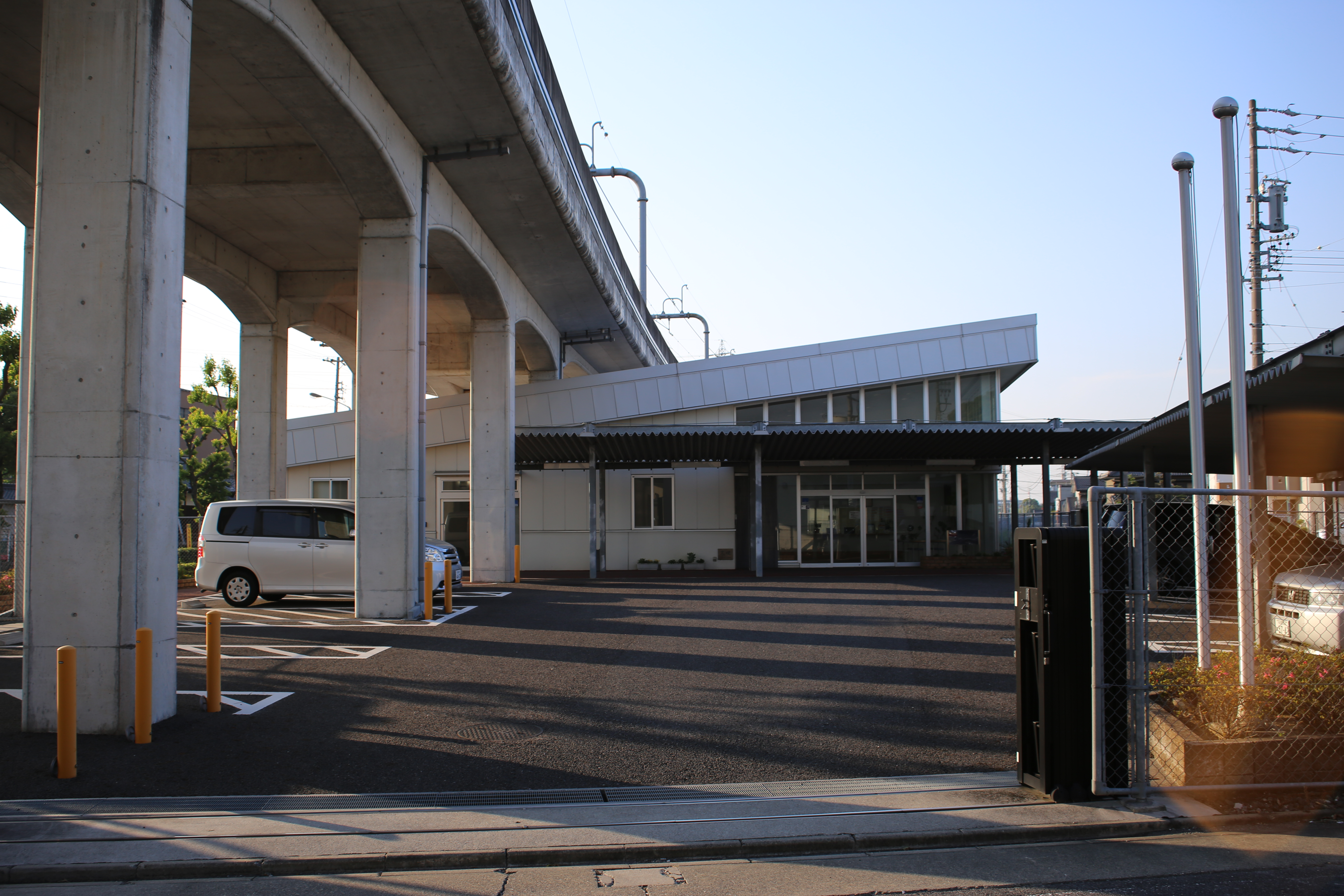
ジェイアール東海ウェル

## その他

### 日本郵便
集配担当する郵便局は以下の通りである。
| 区     | 町丁   | 郵便番号 | 郵便局         |
| ------ | ------ | -------- | -------------- |
| 港区   | 正徳町 | 455-0075 | 名古屋港郵便局 |
| 中川区 | 正徳町 | 454-0858 | 中川郵便局     |

### WEB
1. 1 2  “町・丁目(大字)別、年齢(10歳階級)別公簿人口(全市・区別)”.   名古屋市 (2019年1月23日). 2019年1月23日閲覧。
2. 1 2  “郵便番号”.  日本郵便. 2019年2月10日閲覧。
3. 1 2  “郵便番号”.  日本郵便. 2019年2月10日閲覧。
4. ↑  “市外局番の一覧”.   総務省. 2019年1月6日閲覧。
5. ↑  “港区の町名一覧”.   名古屋市 (2015年10月21日). 2020年11月15日閲覧。
6. ↑  “中川区の町名一覧”.   名古屋市 (2015年10月21日). 2020年11月15日閲覧。
7. ↑  “市立小・中学校の通学区域一覧”.   名古屋市 (2018年11月10日). 2019年1月14日閲覧。
8. ↑  “平成29年度以降の愛知県公立高等学校（全日制課程）入学者選抜における通学区域並びに群及びグループ分け案について”.   愛知県教育委員会 (2015年2月16日). 2019年1月14日閲覧。
9. ↑  “都市公園の名称、位置及び区域並びに供用開始の期日” (2019年5月1日). 2019年11月3日閲覧。
10. ↑  郵便番号簿 平成29年度版 - 日本郵便. 2019年02月10日閲覧 (PDF)

### 書籍
1. 1 2  名古屋市計画局 1992, p. 824.
2. 1 2 3  名古屋市計画局 1992, p. 840.